# Litosphingia corticea
Litosphingia corticea là một loài bướm đêm thuộc họ Sphingidae. Loài này có ở khu vực xavan và cây bụi từ Matabeleland tới Tanzania.
Chiều dài cánh trước khoảng 22 mm đối với con đực và khoảng 27 mm đối với con cái. 